# 茨城県道288号大みか停車場線

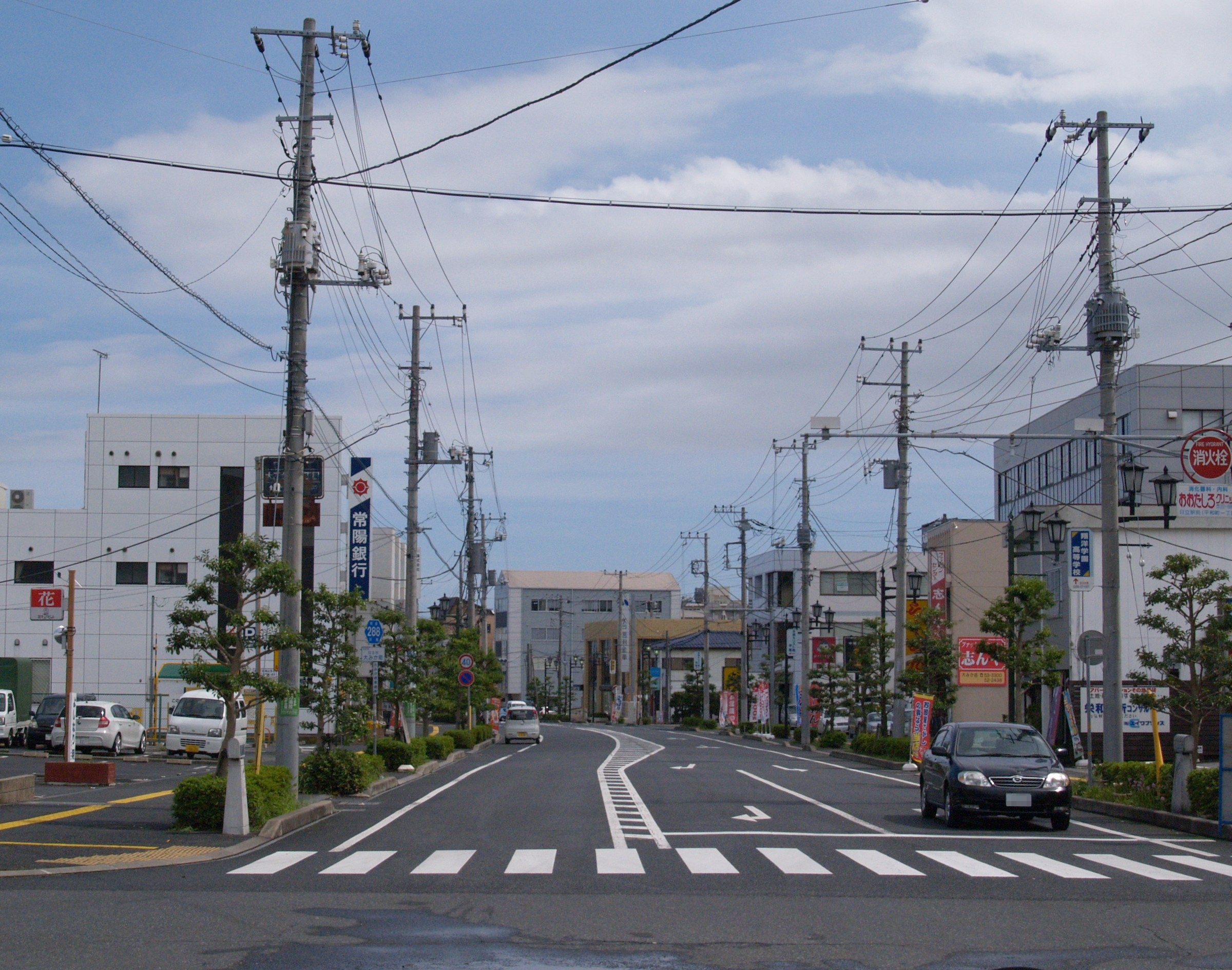
茨城県道288号大みか停車場線（2011年9月）

茨城県道288号大みか停車場線（いばらきけんどう288ごう おおみかていしゃじょうせん）は、茨城県日立市内の常磐線大甕駅から国道245号に至る一般県道である。別名シティーロード大みかともよばれる。

## 概要
- 起点：日立市大みか町二丁目317番地（大甕停車場）[1]
- 終点：日立市大みか町三丁目334番地（国道245号交点）[1]
- 総延長：891 m[2]
- 重用延長：なし[2]
- 未供用延長：なし[2]
- 実延長：891 m[2]
- 自動車交通不能区間延長[注釈 1]：なし[2]
- 舗装率：100%[2]
- 改良率：100%[2]

## 歴史
- 1897年（明治30年）2月25日：大甕駅が開業する。
- 1981年（昭和56年）3月31日：
  - 都市街区道路が昇格し、県道大甕停車場線（整理番号321）として路線認定される[3]。
  - 道路の区域は、日立市大みか町二丁目 - 同市同町三丁目（延長891.67 m）に指定される[1]。
  - 前身にあたる、大甕停車場石名坂線（整理番号321）が廃止される[4][注釈 2]。
- 1995年（平成7年）3月30日：整理番号321から現在の番号（整理番号288）に変更される[5]。
- 2019年（令和元年）10月10日：日立市大みか町2丁目（大甕駅前） - 同市大みか町3丁目（国道245号交点）の区間を電線共同溝を整備すべき道路に指定[6]。

## 路線状況
道路法の規定に基づき、日立市大みか町2丁目（JR大甕駅） - 同市大みか町（大みか駅入口交差点）間は、緊急輸送道路として機能を維持するため、災害発生時の被害拡大防止を目的に道路用地内に電柱を建てることが制限されている。

## 地理

### 通過する自治体
- 茨城県
  - 日立市

### 交差する道路
- 国道245号（日立市大みか町三丁目 大みか駅入口交差点）

### 沿線
- JR常磐線 大甕駅